# Sajópüspöki, Borsod-Abaúj-Zemplén
Sajópüspöki este un sat în districtul Putnok, județul Borsod-Abaúj-Zemplén, Ungaria, având o populație de 508 locuitori (2011). 

## Demografie
Componența etnică a satului Sajópüspöki
     Maghiari (93,56%)
     Romi (6,44%)
Componența confesională a satului Sajópüspöki
     Romano-catolici (63,78%)
     Fără religie (7,09%)
     Reformați (6,5%)
     Greco-catolici (1,18%)
     Necunoscută (20,47%)
     Luterani (0,98%)
     Alte religii (1,38%)
Conform recensământului din 2011, satul Sajópüspöki avea 508 locuitori. Din punct de vedere etnic, majoritatea locuitorilor (93,56%) erau maghiari, cu o minoritate de romi (6,44%).  Din punct de vedere confesional, majoritatea locuitorilor (63,78%) erau romano-catolici, existând și minorități de persoane fără religie (7,09%), reformați (6,5%) și greco-catolici (1,18%). Pentru 20,47% din locuitori nu este cunoscută apartenența confesională.